# Пещера Ферсмана
Пещера Ферсмана —  самая глубокая пещера Кыргызстана. Является отработкой Туя-Муюнского радиевого рудника, действовавшего в советское время.
Расположена около 20 км на юг от Чиль Устуна находится в горах Туя-Муюн, в 2 км к западу от каньона Данги. Глубина пещеры — 240 метров, суммарная длина 4130 м. Рядом с ней находятся другие известные пещеры: Сюрприз (450 метров в длину) и Победная (1200 метров в длину). Их подземные залы и проходы украшены разноцветными кристаллическими образованиями.